# Cayetano de Mergelina y Luna
Cayetano de Mergelina y Luna (Sanlúcar de Barrameda, 9 de juny de 1890 - Yecla, 14 d'abril de 1962), va ser un arqueòleg, escriptor i catedràtic espanyol, que va exercir de director del Museu Arqueològic Nacional d'Espanya a Madrid del 20 de setembre de 1937 a l'abril del 1939.

## Biografia
Va estudiar batxillerat a Yecla (província de Múrcia i va anar a estudiar Dret a Madrid, però va canviar els estudis pels d'Història. Deixeble de Manuel Gómez-Moreno, d'Antoni Vives i Escudero i d'Elías Tormo Monzó, va ser catedràtic d'Arqueologia, Numismàtica i Epigrafia a la Universitat de Valladolid des de l'11 de febrer de 1926.
El 1934 va organitzar, amb l'ajut d'Elias Tormo i d'Antonio Tovar, un creuer a les illes gregues, amb alumnes de la Universitat per homenatjar a El Greco a Fodele (Creta), on van portar una escultura de Mariano Benlliure. Aquest viatge va ser continuació del creuer pel Mediterrani que Gómez-Moreno havia organitzat, el 1933, amb la Universitat de Madrid i amb la Junta d'Ampliació d'Estudis, on va participar Mergelina.
Durant la guerra Civil Espanyola va estar comissionat pel govern de Madrid en la «Junta de Incautación, Salvamento y Catalogación del Tesoro Artístico Nacional», presidida per l'arquitecte Roberto Fernández Balbuena. Una de les seus de la Junta, estava situada al Museu Arqueològic Nacional el 1937 se li va encarregar la direcció del mencionat museu, va organitzar els dipòsits d'obres principalment d'arts industrials, ceràmiques i orfebreria, havent de fer-se obres d'ampliació per al seu emmagatzematge. En acabar la guerra va passar el càrrec de la direcció del museu a Blas Taracena Aguirre, i Mergelina ser nomenat rector de la universitat de Valladolid, càrrec que va ocupar fins a 1951, on té una aula dedicada a la Facultat de Dret.
L'any 1952 concursa i guanya la càtedra d'Història de l'Art de Múrcia on va crear el Seminari d'Arqueologia. En aquest lloc es va jubilar el 1960.
Va ocupar els càrrecs de Comissari Provincial d'Excavacions a Valladolid i a Múrcia.

## Obres
- El monte Arabí. El problema de las cazoletas, 1922
- La necrópolis tartesia de Antequera, 1922
- Fouilles de Bello (Bolonia, province de Cadix) (1917-1923) La ville et sus dépendances, 1923
- Focos dolménicos de la Laguna de la Janda, 1924
- De arquitectura mozárabe: la iglesia rupestre de Bobastro, 1924
- Fouilles de Bello (Bolonia, province de Cadiz (1917-1921). La neécropole, 1926
- El Santuario hispano de la Sierra de Murcia. Memoria de las excavaciones en el eremitorio de Ntra. Sra- de la Luz (1924-25), 1926
- La necrópolis hispano-romana de Baelo, 1927
- Bobastro. Memoria de las excavaciones realizadas en las Mesas de Villaverde. El Chorro (Málaga), 1927
- El seminario de Estudios de Arte y Arqueología 1933